# Bình Lộc (Đồng Nai)
Bình Lộc is een xã van Long Khánh, een thị xã in de provincie Đồng Nai.